# 6471 Коллінс
6471 Коллінс (6471 Collins) — астероїд головного поясу, відкритий 4 березня 1983 року.
Тіссеранів параметр щодо Юпітера — 3,495.